# 381458 Moiseenko
381458 Moiseenko è un asteroide della fascia principale. Scoperto nel 2008, presenta un'orbita caratterizzata da un semiasse maggiore pari a 2,6557800 au e da un'eccentricità di 0,0367354, inclinata di 14,29576° rispetto all'eclittica.
L'asteroide è dedicato al medico russo Vladimir Mikhailovič Moiseenko.